# 関ノ戸澤右エ門
関ノ戸 澤右エ門（せきのと さわえもん、1767年 - 1817年12月21日）は、上野国多胡郡馬庭村（現在の群馬県高崎市吉井町）出身で佐渡ヶ嶽部屋に所属した大相撲力士。本名は阿藤 初五郎。江戸時代寛政年間から文化年間にかけて活躍した松江藩お抱えの人気力士。最高位は小結。

## 略歴
- 1790年（寛政2年）3月場所 初土俵
- 1796年（寛政8年）10月場所 新十両
- 1797年（寛政9年）10月場所 新入幕
- 1802年（享和2年）11月場所 二枚鑑札で年寄・佐渡ヶ嶽を襲名
- 1807年（文化4年）11月場所 小結に昇進
- 1810年（文化7年）2月場所 現役引退、年寄専務

## 主な成績
- 通算成績：105勝39敗54休21分4預4無（24場所）
- 幕内成績：92勝37敗54休20分3預3無（22場所）
- 十両成績：13勝2敗1分1預1無（2場所）

## 改名歴

### 四股名
- 八ッヶ浦
- 巻ノ嶋
- 三百ヶ嵜
- 桟シ 初五郎（かけはし はつごろう）1776年10月場所 - 1802年11月場所6日目
- 佐渡ヶ嶽 澤右エ門（さどがたけ さわえもん）1802年11月場所7日目 - 1803年10月場所
- 佐渡嶽 澤右エ門（- さわえもん）1804年10月場所 - 1806年11月場所初日
- 関ノ戸 澤右エ門（せきのと -）1806年11月場所2日目 - 1808年10月場所
- 関の戸 澤右エ門（せきのと -）1809年2月場所 - 1810年2月場所（引退）

### 年寄名
- 佐渡ヶ嶽 1802年11月-1806年11月
- 関ノ戸 1806年11月 - ?
- 佐渡ヶ嶽 ? - 1817年12月（死去）

## 逸話
- よく改名したことで知られる。八ッヶ浦から始まって、以後、巻ノ嶋・三百ヶ嵜・桟シ（かけはし）・佐渡嶽・関ノ戸と、実に5回も改名した。引退後、年寄になってからも、佐渡ヶ嶽・関ノ戸・佐渡ヶ嶽と名跡を変更した